# Nathan Farissier
Pas d'image ? Cliquez ici

a Compétitions nationales et continentales officielles uniquement.

b Matchs officiels uniquement.
Dernière mise à jour le 31 octobre 2024.
Nathan Farissier, né le 20 avril 2001 à Lyon, est un joueur français de rugby à XV qui évolue au poste d'ailier au Soyaux Angoulême XV depuis 2024.

## Biographie

### Carrière en club
Nathan Farissier commence le rugby au Arcol Rugby à Écully. À 13 ans, il rejoint le Lyon OU .
En 2022 il est prêté au RC Massy en Pro D2 pour commencer sa carrière professionnelle et engranger du temps de jeu.

### Carrière en sélection
Il fait ses débuts en Équipe de France des moins de 20 ans le 7 février 2020 au Stade Maurice-David d'Aix-en-Provence face à l'Équipe d'Italie des moins de 20 ans avec une victoire 31-19 en inscrivant notamment un essai.

## Palmarès
- FC Grenoble
  - Finaliste du Championnat de France de 2e division en 2024